# Saint-Laurent-de-Gosse
Saint-Laurent-de-Gosse là một xã, thuộc tỉnh Landes trong vùng Nouvelle-Aquitaine. Xã này có diện tích 17,39 kilômét vuông, dân số năm 2006 là 497 người. Xã này nằm ở khu vực có độ cao trung bình 50 mét trên mực nước biển.

## Biến động dân số
| Năm | 1962 | 1968 | 1975 | 1982 | 1990 | 1999 | 2006 |
| --- | ---- | ---- | ---- | ---- | ---- | ---- | ---- |
| Dân số | 407  | 414  | 384  | 385  | 420  | 481  | 497  |
| From the year 1962 on: No double counting—residents of multiple communes (e.g. students and military personnel) are counted only once. |      |      |      |      |      |      |      |